# Wojciech Ostachowski
Wojciech Ostachowski (ur. 14 kwietnia 1923 w Sułoszowej, zm. 15 października 2013) – polski działacz ruchu ludowego, w czasie II wojny światowej żołnierz Batalionów Chłopskich i Armii Krajowej, major WP. 

## Życiorys
Pochodził z rodziny chłopskiej, był synem Józefa i Apolonii. Przed wojną w rodzinnej wsi działał w kole Związku Młodzieży Wiejskiej „Wici”. Prawdopodobnie od 1942 walczył w szeregach Batalionów Chłopskich (pseudonim Mroczek), służąc jako łącznik i wywiadowca pod dowództwem kolejno Jana Tederka, Kazimierza Pasternaka i Jana Pieńkowskiego. Uczestniczył w ochronie radiostacji Armii Krajowej w Dziewięciołach, a także akcjach zbrojnych i dywersyjnych w okolicach Wolbromia. 
Po wojnie uzyskał średnie wykształcenie rolnicze (szkoły w Olkuszu i Cieszynie), następnie ukończył studia na Wydziale Rolniczo-Leśnym Uniwersytetu Jagiellońskiego. Powrócił do działalności w ruchu młodowiejskim (w czasie studiów wchodził w skład krakowskiego zarządu miejskiego ZMW „Wici”), był członkiem PSL, potem ZSL. Dłuższy czas pracował w Prezydium Wojewódzkiej Rady Narodowej i Wojewódzkim Zjednoczeniu PGR w Kielcach (m.in. wykonywał obowiązki biegłego ds. wyceny nieruchomości rolnych przy Urzędzie Wojewódzkim). Udzielał się też społecznie jako przewodniczący kieleckiego oddziału Stowarzyszenia Inżynierów i Techników Rolnictwa. Wchodził w skład plenum Wojewódzkiego Komitetu ZSL w Kielcach. Zmarł 15 października 2013 r. i został pochowany na cmentarzu w Cedzynie.

## Wybrane odznaczenia
- Krzyż Oficerski Orderu Odrodzenia Polski
- Złoty Krzyż Zasługi z Mieczami
- Krzyż Batalionów Chłopskich
- Krzyż Armii Krajowej
- Krzyż Partyzancki
- Odznaka 1000-lecia Państwa Polskiego